# Mémoires de jeunesse
Pour plus de détails, voir Fiche technique et Distribution.
Mémoires de jeunesse (titre original : Testament of Youth) est un drame historique britannique réalisé par James Kent et sorti en 2015. Le film est basé sur l'autobiographie de Vera Brittain, écrivaine, pacifiste et féministe britannique, couvrant la première partie de sa vie, de 1900 à 1925,.

## Synopsis
Année 1914. Jeune femme à l’esprit frondeur, Vera Brittain est résolue à passer les examens d’admission à Oxford, et ce malgré l’hostilité de son père. Décidée à devenir écrivain, elle est encouragée et soutenue par son frère cadet et leurs amis – et notamment par le brillant Roland Leighton dont elle s’éprend. Mais les rêves de Vera se brisent au moment où l’Angleterre entre en guerre et où tous les jeunes hommes s’engagent dans l’armée. Elle renonce alors à ses études pour devenir infirmière. Tandis que la jeune femme se rapproche de plus en plus du front, elle assiste avec désespoir à l’effondrement de son monde.

## Fiche technique
- Titre : Mémoires de jeunesse
- Titre original : Testament of Youth
- Réalisation : James Kent
- Scénario : Juliette Towhidi, d'après Testament of Youth de Vera Brittain
- Photographie : Rob Hardy (en)
- Montage : Lucia Zucchetti (en)
- Décors : Jon Henson
- Costumes : Consolata Boyle
- Musique : Max Richter
- Producteur : David Heyman et Rosie Alison (en)
  - Coproducteur : Celia Duval
  - Producteur délégué : Hugo Heppell, Zygi Kamasa (en), Christine Langan (en), Richard Mansell, Joe Oppenheimer et Henrik Zein
- Société de production : BBC Films, Heyday Films, Screen Yorkshire et British Film Institute
  - Coproduction : Hotwells Productions, Nordisk Film, Lipsync Productions
- Société de distribution : Mars Distribution et Lionsgate
- Pays d'origine :  Royaume-Uni
- Genre : Film dramatique, Film biographique, Film historique
- Durée : 130 minutes (2 h 10)
- Dates de sortie :
  -  Royaume-Uni : 16 janvier 2015
  -  Belgique : 16 septembre 2015
  -  France : 23 septembre 2015

## Distribution
- Alicia Vikander (VF : Audrey D'Hulstère) : Vera Brittain
- Kit Harington : Roland Leighton
- Colin Morgan : Victor Richardson
- Taron Egerton : Edward Brittain
- Emily Watson : Mme Brittain
- Hayley Atwell : Hope Milroy
- Dominic West : M. Brittain
- Miranda Richardson : Mlle Lorimer
- Jonathan Bailey : Geoffrey Thurlow
- Joanna Scanlan : Tante Belle
- Alexandra Roach : Winifred Hotby
- Nicholas Farrell : le directeur
- Anna Chancellor : Mme Leighton
- Nicholas Le Prevost : M. Leighton
- Jenn Murray : Dorothy
- Charlotte Hope : Betty

Acteurs principaux, réalisateur et producteur
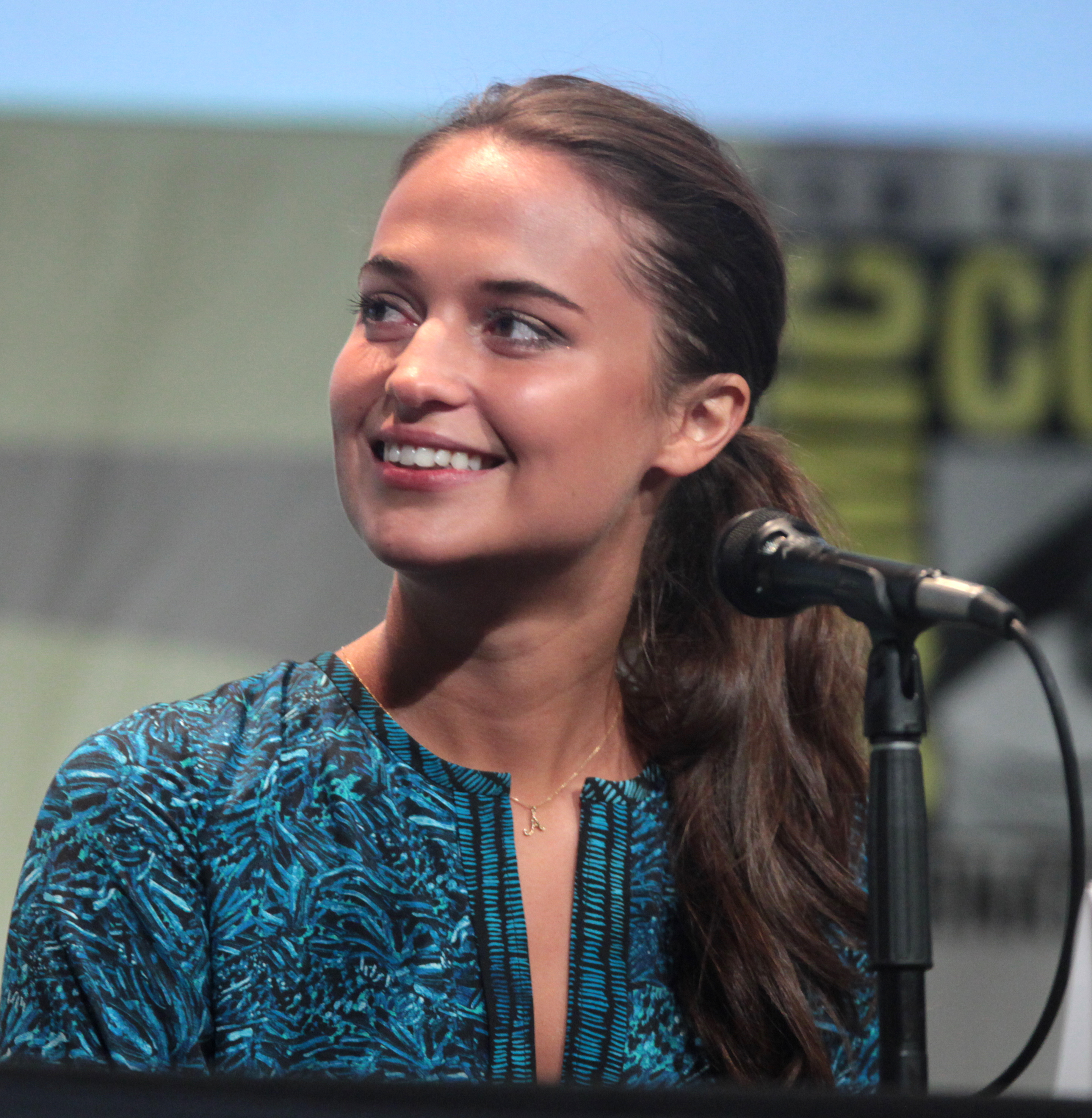
Alicia Vikander
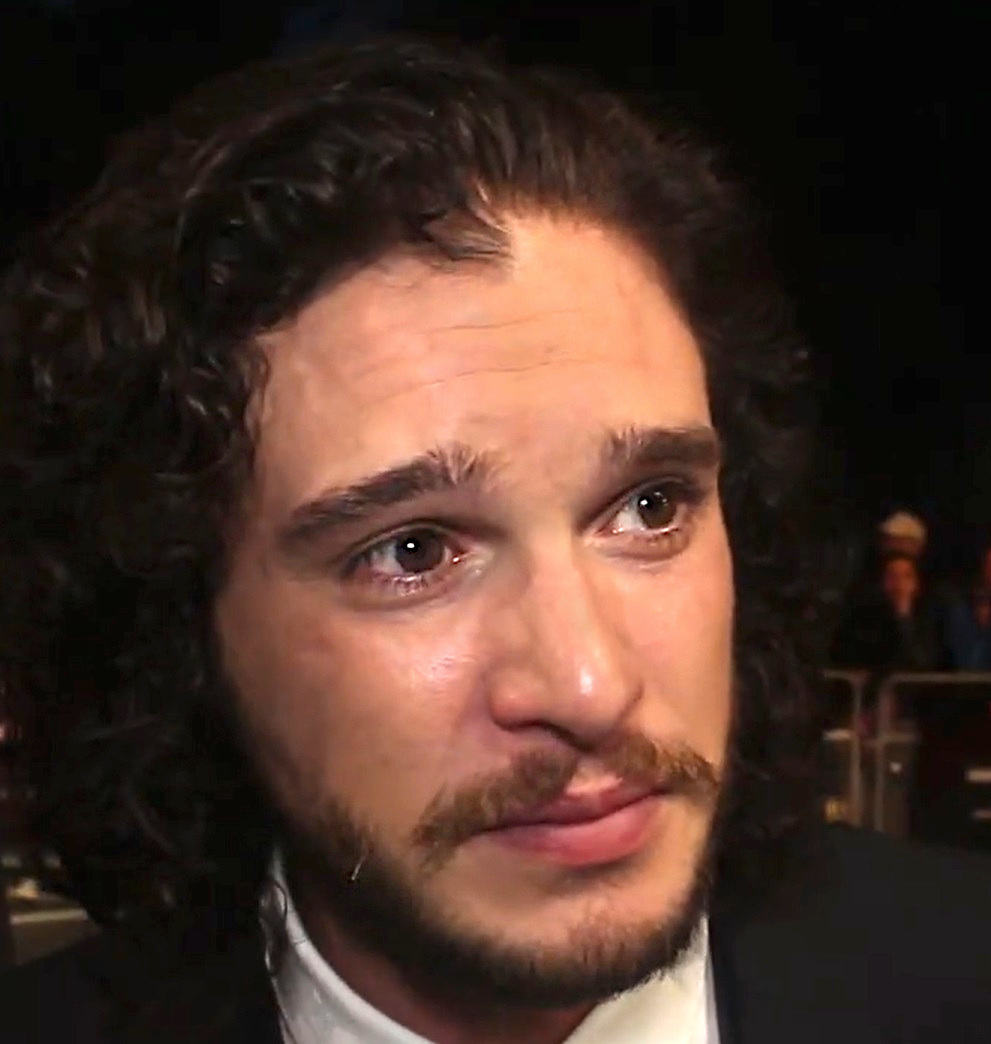
Kit Harington
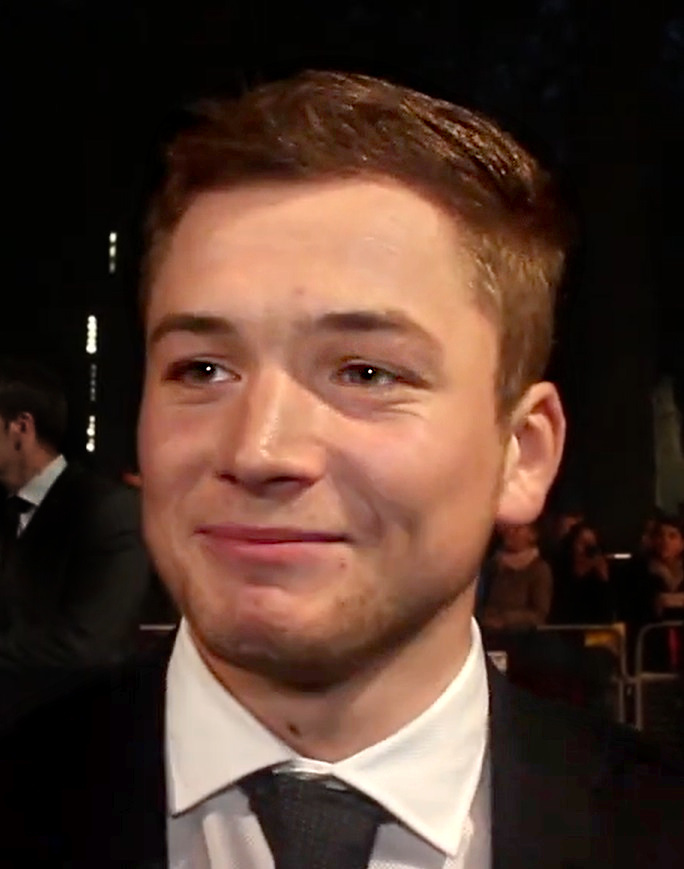
Taron Egerton
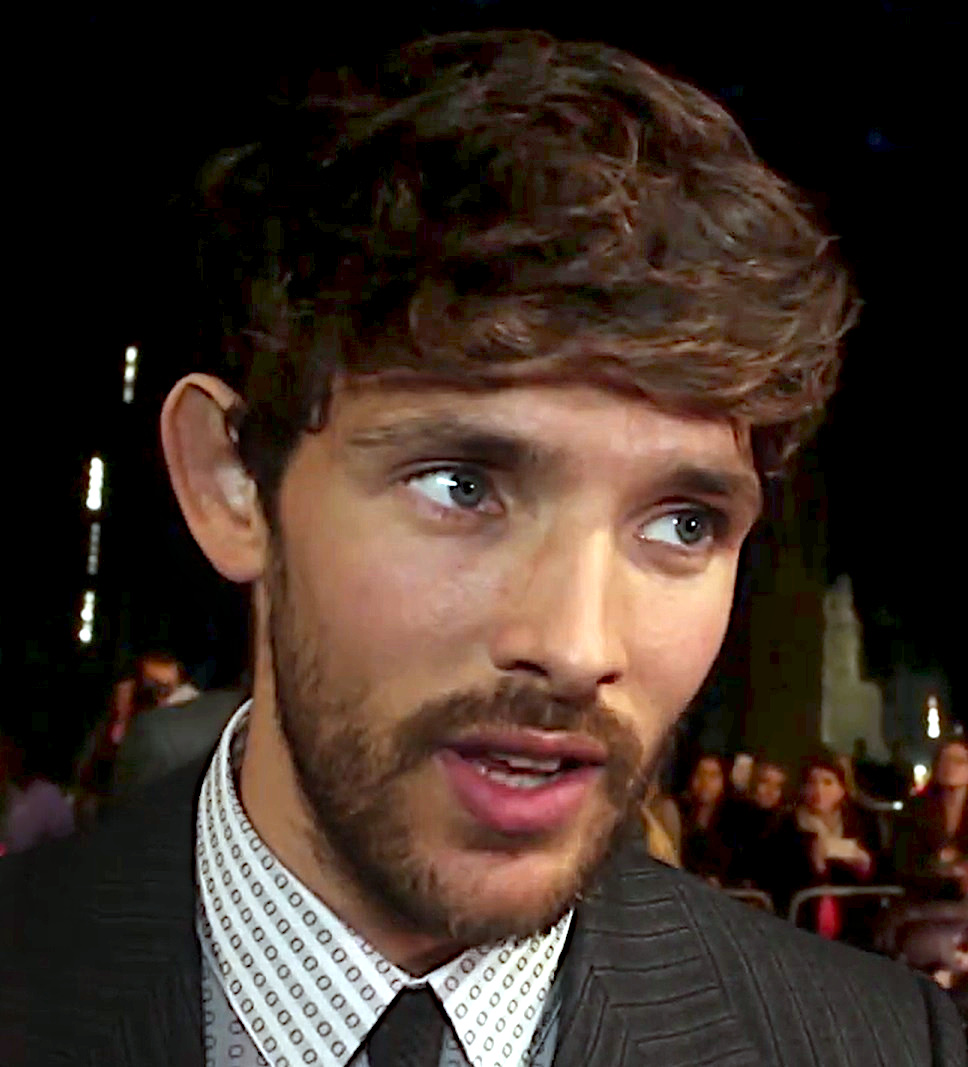
Colin Morgan
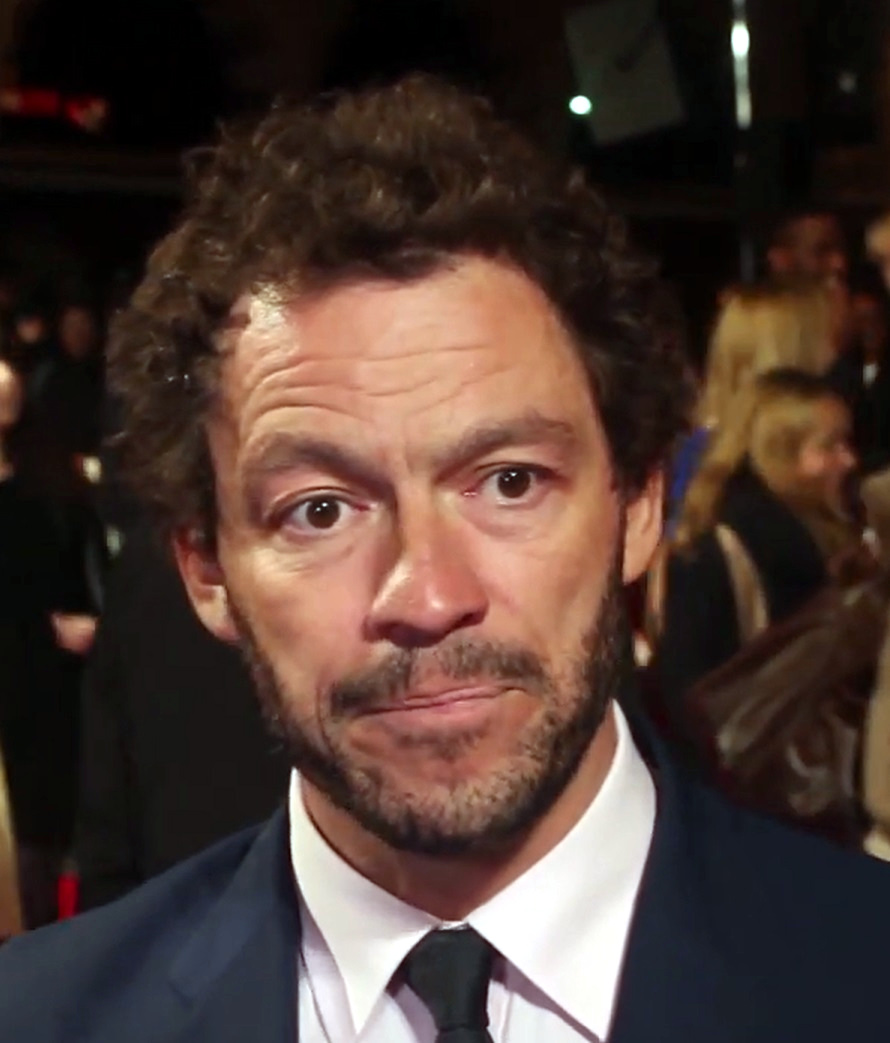
Dominic West
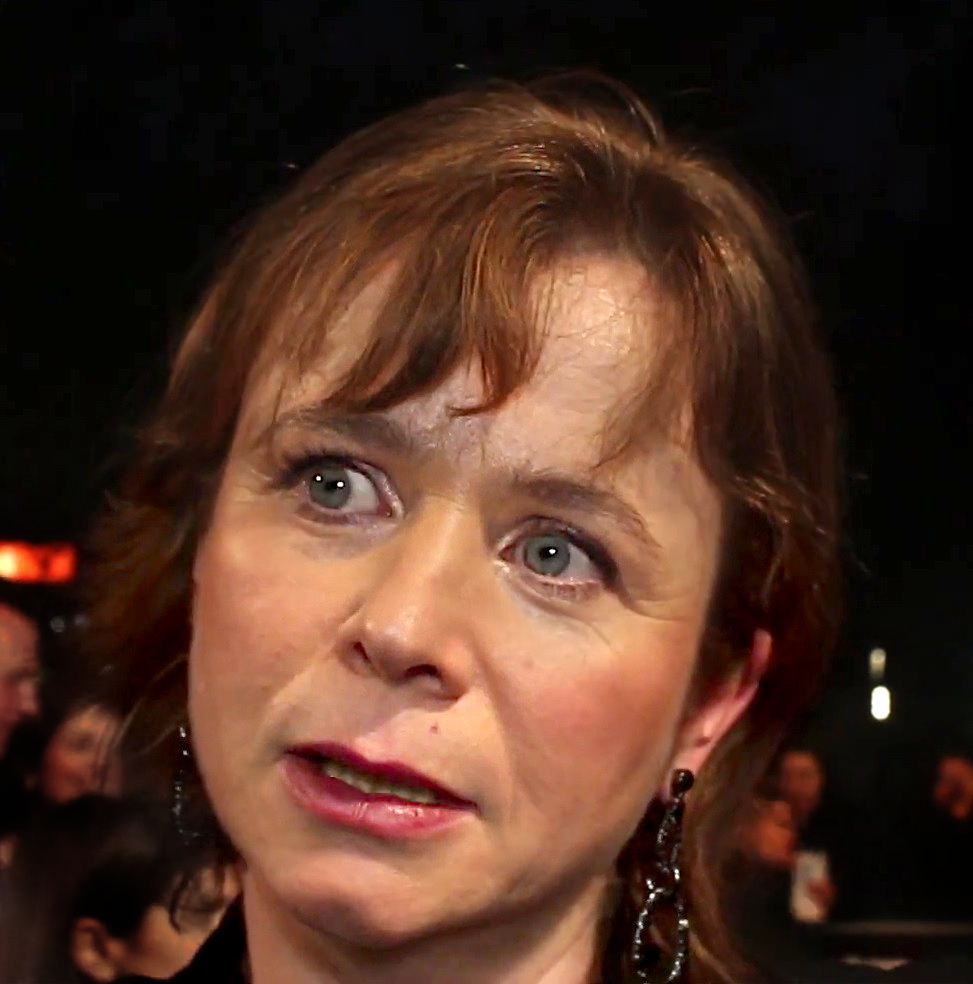
Emily Watson
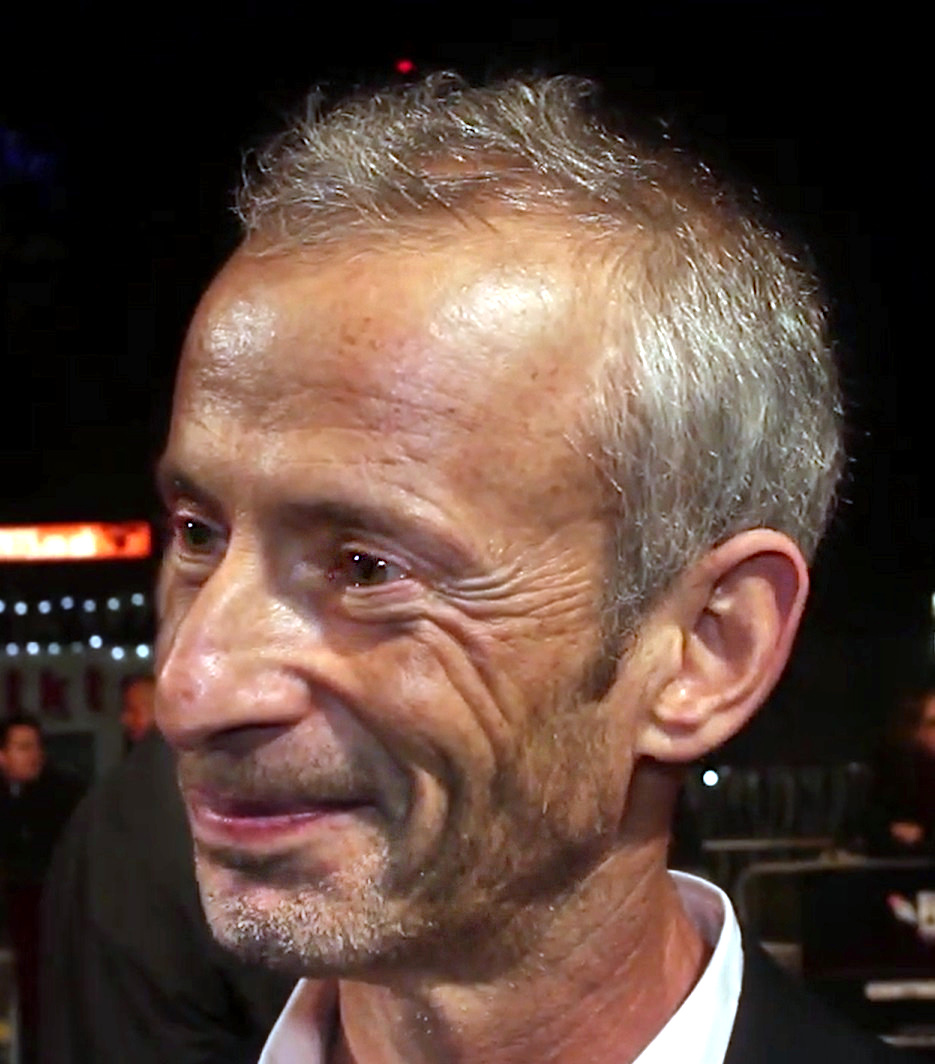
James Kent (réalisateur)
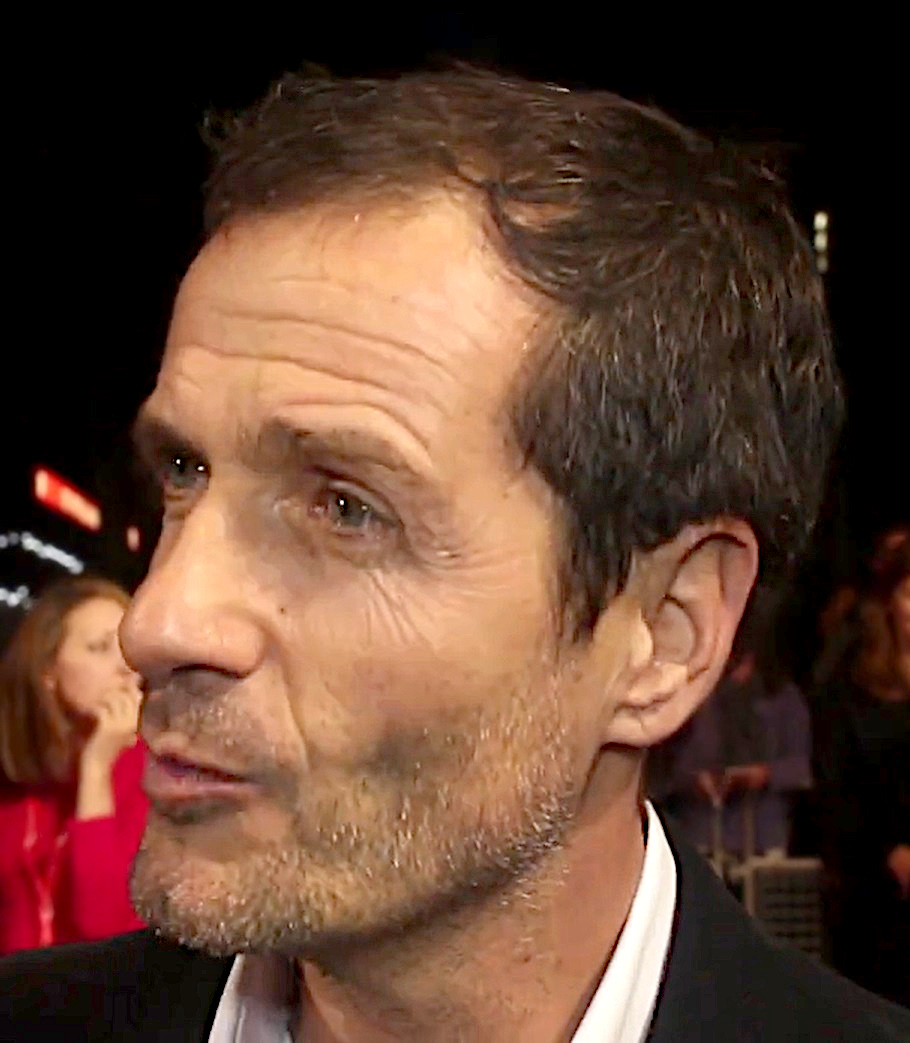
David Heyman (producteur)